# Heterocronía
En biología del desarrollo, la heterocronía abarca a todos aquellos cambios en el ritmo de los procesos ontogenéticos que dan lugar a transformaciones de la forma y tamaño de los organismos. En este proceso se distinguen dos componentes fundamentales: (I) el comienzo y el término del proceso; y (II) el ritmo al que este se produce. El término heterocronía es relativo: un proceso de desarrollo en una especie sólo puede ser descrito como heterocrónico en relación con el mismo proceso en otra especie (considerada como el estado basal o ancestral) que opera con diferentes tiempos de comienzo y fin, y/o a diferentes ritmos. 

## Historia de la heterocronía
El término heterocronía fue acuñado por Ernst Haeckel para referirse a una de las excepciones de la recapitulación. El primer desarrollo sistemático de la teoría de la heterocronía se debe a Gavin de Beer (1930, 1940, 1951, 1958), que a su vez estuvo muy influido por el descubrimiento de Richard Goldschmidt de que los genes podían afectar las tasas de los procesos de desarrollo y fisiológicos (Goldschmidt, 1918, 1938). Si los genes controlaban tales tasas y si el desarrollo está vinculado a la evolución, entonces la heterocronía podía ser un mecanismo evolutivo importante. En 1977 Stephen Jay Gould recuperó la teoría de Beer en su modelo del reloj. Dos años más tarde, en un artículo publicado junto a Pere Alberch, David B. Wake y Oster, se logró la formalización matemática de dicho modelo conceptual en la siguiente ecuación diferencial: 
Donde α indica el instante en el que comienza el crecimiento, β el del fin del crecimiento y la diferenciación, κ la tasa de crecimiento y S0 el tamaño inicial a la edad α.

## Resultados fenotípicos de la heterocronía

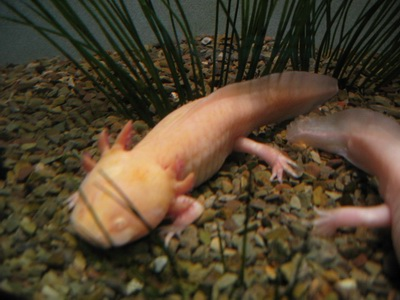
Un ejemplo clásico de neotenia entre los vertebrados lo encontramos en el ajolote, especie acuática de salamandra que conserva en su fase adulta los rasgos que en otras especies de salamandra aparecen en la fase de larva.

La heterocronía es el mecanismo por el que se obtienen distintos resultados fenotípicos: 
- Neotenia
- Pedomorfosis
- Gerontomorfosis

## Ejemplos
- Si un proceso de desarrollo como el crecimiento de una cola en el embrión de la “especie A” de una salamandra comienza y acaba antes, pero se desarrolla al mismo ritmo que el mismo proceso en la “especie B”, entonces (y aunque la cola del animal se desarrolle antes) el resultado final será el mismo. Si el comienzo y el término del proceso no sufren ninguna alteración pero aumenta el ritmo del crecimiento, entonces la cola será más larga. Si el término se retrasa y el ritmo no se altera, entonces la cola será también más larga. Todas las combinaciones posibles han sido identificadas en animales vivos.

- Las heterocronías son fácilmente identificables cuando comparamos especies filogenéticamente cercanas; por ejemplo, un grupo de diferentes especies de pájaros cuyas extremidades difieren en su longitud media.

- Varias heterocronías han sido descritas en humanos, en relación con el chimpancé. Por ejemplo, el crecimiento del cerebro y del cráneo en el feto chimpancé comienza en el mismo estadio del desarrollo que en el feto humano y presenta una tasa de crecimiento también similar, pero termina más pronto después del nacimiento. En los humanos, el crecimiento del cerebro y del cráneo continúa varios años después del nacimiento. Este tipo particular de heterocronía se denomina neotenia e implica un retraso en el término de un proceso de desarrollo o, de otro modo, la presencia de un proceso de desarrollo temprano en estadios posteriores del desarrollo. Se sabe que los humanos presentan alrededor de 30 neotenias diferentes en comparación con el chimpancé.[2]

## Heterocronías genéticas
Los cambios en el ritmo (shifts) de la expresión genética pueden producir cambios significativos en el patrón filogenético. Por ejemplo, Koch et al. (2000) han estudiado dos mutaciones que producen morfologías muy distintas en las alas de las mariposas Papilio glaucus y Bicyclus anynana. Kim et al. (2000) han estudiado patrones de expresión del gen hairy, fundamental en el establecimiento de la segmentación en tres especies de Drosófila. Los autores sostienen que las heterocronías genéticas pueden estar correlacionadas con cambios en el número de segmentos.